# Severni tečaj
Séverni tečáj ali séverni pól je najsevernejša točka na Zemlji. Leži na Arktiki. Geografski severni tečaj se ne ujema s severnim magnetnim tečajem, ki je bil leta 2013 od njega oddaljen približno 800 kilometrov. Zemljepisna širina severnega tečaja je +90°. Na severnem in južnem tečaju se sekajo vsi poldnevniki.
Severni tečaj leži sredi oceana. Globino morja na tem mestu so leta 2007 izmerili z rusko podmornico MIR in naj bi znašala 4261 metrov. Leta 1958 je globino na severnem tečaju izmerila ameriška podmornica USS Nautilus, in sicer je bila 4087 m. Običajno se kot najbližje kopno navaja otok Kaffeklubben, ki leži približno 700 km stran ob severni obali Grenlandije. Domneva se, da so nekoliko bližje severnemu tečaju peščena obrežja, ki pa niso stalna. Najbližja stalna naselbina je kraj Alert v regiji Qikiqtaaluk v Kanadi, ki je od severnega tečaja oddaljen 817 km.

## Podnebje
Severni tečaj ima v primerjavi z južnim tečajem milejše podnebje. Razlog za to je njegova lega. Severni tečaj namreč leži na nadmorski višini 0 m sredi oceana, ki deluje kot zbiralnik toplote. Za razliko od njega leži južni tečaj na nadmorski višini okoli 2800 m in sredi velike kopenske mase. 
Zimske temperature se v januarju gibljejo med –43 °C in –26 °C, povprečna temperatura pa je okoli –34 °C. Poletne temperature v mesecih juniju, juliju in avgustu pa se povprečno gibljejo okoli ledišča (0 °C). Najvišja izmerjena temperatura na severnem tečaju je bila 5 °C.
Debelina ledene odeje na severnem tečaju se giblje med 2 in 3 m, vendar se glede na vremenske in vodne razmere hitro spreminja. Raziskave so pokazale, da se v zadnjih letih ledena odeja tanjša. Obstaja velika verjetnost, da se ledena odeja tanjša zaradi globalnega segrevanja, vendar so znanstveniki mnenja, da hitrega tanjšanja ledu ni mogoče v celoti pripisati segrevanju Arktike. Znanstveniki predvidevajo, da bo v nekaj desetletjih Arktika v poletnih mesecih brez ledene odeje, zato se lahko pojavijo nove ozemeljske zahteve. 
Taljenje ledu na Arktiki bo znatno prispevalo h globalnemu segrevanju, saj led odbija sončne žarke. Taljenje ledu in vpijanje sončnih žarkov bosta imela za posledico krepitev arktičnega ciklona, ki bo prav tako bistveno vplival na vremenske razmere na Zemlji.
| Podnebni podatki za Grenlandsko vremensko postajoA (enajstletna povprečna opazovanja) | Podnebni podatki za Grenlandsko vremensko postajoA (enajstletna povprečna opazovanja) | Podnebni podatki za Grenlandsko vremensko postajoA (enajstletna povprečna opazovanja) | Podnebni podatki za Grenlandsko vremensko postajoA (enajstletna povprečna opazovanja) | Podnebni podatki za Grenlandsko vremensko postajoA (enajstletna povprečna opazovanja) | Podnebni podatki za Grenlandsko vremensko postajoA (enajstletna povprečna opazovanja) | Podnebni podatki za Grenlandsko vremensko postajoA (enajstletna povprečna opazovanja) | Podnebni podatki za Grenlandsko vremensko postajoA (enajstletna povprečna opazovanja) | Podnebni podatki za Grenlandsko vremensko postajoA (enajstletna povprečna opazovanja) | Podnebni podatki za Grenlandsko vremensko postajoA (enajstletna povprečna opazovanja) | Podnebni podatki za Grenlandsko vremensko postajoA (enajstletna povprečna opazovanja) | Podnebni podatki za Grenlandsko vremensko postajoA (enajstletna povprečna opazovanja) | Podnebni podatki za Grenlandsko vremensko postajoA (enajstletna povprečna opazovanja) | Podnebni podatki za Grenlandsko vremensko postajoA (enajstletna povprečna opazovanja) |
| Mesec                                                                                 | Jan                                                                                   | Feb                                                                                   | Mar                                                                                   | Apr                                                                                   | Maj                                                                                   | Jun                                                                                   | Jul                                                                                   | Avg                                                                                   | Sep                                                                                   | Okt                                                                                   | Nov                                                                                   | Dec                                                                                   | Letno                                                                                 |
| ------------------------------------------------------------------------------------- | ------------------------------------------------------------------------------------- | ------------------------------------------------------------------------------------- | ------------------------------------------------------------------------------------- | ------------------------------------------------------------------------------------- | ------------------------------------------------------------------------------------- | ------------------------------------------------------------------------------------- | ------------------------------------------------------------------------------------- | ------------------------------------------------------------------------------------- | ------------------------------------------------------------------------------------- | ------------------------------------------------------------------------------------- | ------------------------------------------------------------------------------------- | ------------------------------------------------------------------------------------- | ------------------------------------------------------------------------------------- |
| Rekordno visoka temperatura °C                                                        | −13                                                                                   | −14                                                                                   | −11                                                                                   | −6                                                                                    | 3                                                                                     | 10                                                                                    | 13                                                                                    | 12                                                                                    | 7                                                                                     | −2                                                                                    | —                                                                                     | —                                                                                     | 13                                                                                    |
| Povprečna visoka temperatura °C                                                       | −29                                                                                   | −31                                                                                   | −30                                                                                   | −22                                                                                   | −9                                                                                    | 0                                                                                     | 2                                                                                     | 1                                                                                     | −7                                                                                    | −18                                                                                   | −25                                                                                   | −26                                                                                   | −16                                                                                   |
| Povprečna dnevna temperatura °C                                                       | −31                                                                                   | −32                                                                                   | −31                                                                                   | −23                                                                                   | −11                                                                                   | −1                                                                                    | 1                                                                                     | 0                                                                                     | −9                                                                                    | −20                                                                                   | −27                                                                                   | −28                                                                                   | −18                                                                                   |
| Povprečna nizka temperatura °C                                                        | −33                                                                                   | −35                                                                                   | −34                                                                                   | −26                                                                                   | −12                                                                                   | −2                                                                                    | 0                                                                                     | −1                                                                                    | −11                                                                                   | −22                                                                                   | −30                                                                                   | −31                                                                                   | −20                                                                                   |
| Rekordno nizka temperatura °C                                                         | −47                                                                                   | −50                                                                                   | −50                                                                                   | −41                                                                                   | −24                                                                                   | −12                                                                                   | −2                                                                                    | −12                                                                                   | −31                                                                                   | −41                                                                                   | −41                                                                                   | −47                                                                                   | −50                                                                                   |
| Vir: Weatherbase                                                                      |                                                                                       |                                                                                       |                                                                                       |                                                                                       |                                                                                       |                                                                                       |                                                                                       |                                                                                       |                                                                                       |                                                                                       |                                                                                       |                                                                                       |                                                                                       |

## Flora in favna
Severni tečaj je eden najmanj gostoljubnih krajev na zemlji. Na širšem območju so znanstveniki doslej opazili le redke živalske vrste. Severni medvedi so ena redkih vrst, ki se zadržuje v bližini tečaja, čeprav se le redko pojavljajo nad 82° severne geografske širine, kar gre pripisati pomanjkanju drugih živalskih vrst, s katerimi se prehranjujejo severni medvedi. Leta 2006 je sicer ena od odprav na severni tečaj opazila medveda samo približno 1,6 km od severnega tečaja.
V neposredni bližini tečaja so znanstveniki sicer opazili še kolobarjaste tjulnje, 60 km od tečaja, na širini 89° 40', pa tudi polarno lisico.
Občasno so na severnem tečaju ali v njegovi neposredni bližini opažene razne vrste ptic, kot so snežni strnad, ledni viharnik ter triprsti galeb.
V vodah okoli severnega tečaja so bile opažene redke vrste rib. Član ruske odprave se je avgusta 2007 potopil na morsko dno severnega tečaja, vendar pri potopu ni opazil znakov življenja. Pozneje so znanstveniki objavili, da so na morskem dnu severnega tečaja odkrili morsko vetrnico, pa tudi neidentificirano vrsto kozice ter postranic.

## Stalna plovna linija na severni tečaj
Poleg občasnih raziskovalnih ekspedicij na severni tečaj obstaja tudi utečena turistična plovna linija, ki jo vsako leto med junijem in avgustom izvaja rusko državno podjetje Atomflot z jedrskim ledolomilcem 50 let pobedi - 50 let zmage. Potek linije: Murmansk (Rusija) – severni tečaj – Dežela Franca Jožefa (Rusija) – Murmansk (Rusija).